# Budapesti Vasutas Sport Club

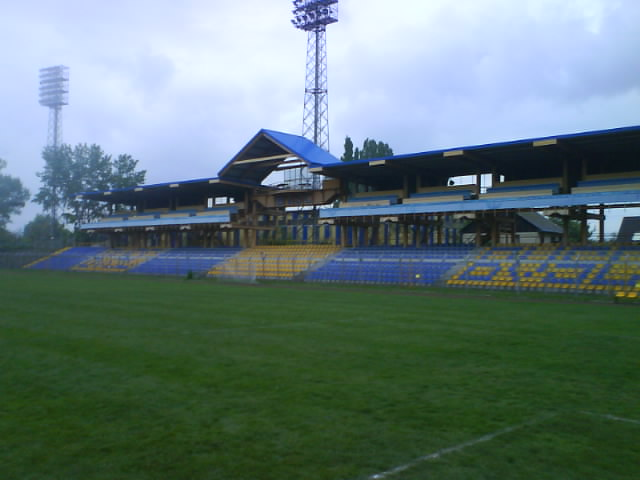
Estadio en el que jugó el Budapesti VSC.

El Budapesti Vasutas Sport Club, también conocido simplemente como Budapesti VSC, es un club polideportivo húngaro en la ciudad de Budapest, fundado en 1911. El club tiene equipos profesionales en esgrima, waterpolo, natación, tenis de mesa, lucha, ciclismo y salto. Sin embargo, su sección de fútbol cerró en 2001.
El club tiene importantes trofeos en su palmarés. La sección de tenis de mesa ganó la Copa de Europa de 1980 y varios campeonatos nacionales. El equipo de fútbol alcanzó, en los años 1996 y 1997, la final de la Copa de Hungría y fue subcampeón en el campeonato nacional en 1996.

## Historia
El club deportivo fue creado por los Ferrocarriles del Estado Húngaro, los trabajadores y sus familias de Budapest en primavera de 1911 con sede en la calle Kerepesi út 5, junto a la Estación Budapest-Keleti.

## Deportistas notables
Fútbol
- Pál Dárdai
- Mihály Lantos
- Zoltán Végh
- Mihails Zemļinskis
- Constantin Stănici
- Péter Gulácsi
- Cătălin Anghel

Otros deportes
- Gábor Gergely, campeón del mundo de tenis de mesa
- Ferenc Kiss, lucha

## Palmarés de waterpolo
- 4 veces campeón de la copa de Hungría de waterpolo masculino (1987, 1995, 2000 y 2003)
- 7 veces campeón de la liga de Hungría de waterpolo masculino (1966,1985, 1987 1996, 1997, 1998 y 1999)